# NGC 1562
NGC 1562 je galaksija u zviježđu Eridanu.

## Vanjske poveznice
- SEDS: NGC 1562